# 1 Нефій
Перша книга Нефія: Його правління та служіння ([ˈniːfaɪ]), яку зазвичай називають Перша Нефія або 1 Нефій, є першою книгою Книги Мормона та однією з чотирьох книг з назвою Нефій. Оригінальний переклад назви не містив слова «перший». Перше та Друге були додані Олівером Каудері до назв Книг Нефія під час підготовки книги до друку. Згідно до самої книги, це розповідь від першої особи пророка на ім'я Нефій про події, які почалися близько 600 р. до н. е. і записані на невеликих пластинах Нефія приблизно через 30 років. Його 22 розділи розповідають про труднощі однієї сім'ї та чудеса, свідками яких вони тікають з Єрусалиму, борються за виживання в пустелі, будують корабель і пливуть до Америки. Книга складається з двох змішаних жанрів; одна історична розповідь, що описує події та розмови, що відбулися, а друга — запис видінь, проповідей, поезій і доктринальних промов, якими Нефій або Легій поділився з членами сім'ї. Спочатку книга складалася з семи розділів, але в 1879 році Орсоном Праттом книга була переформатована до її нинішнього стану, довжиною двадцять два розділи.
Друга книга Нефія є продовженням цієї розповіді і йде безпосередньо за цією книгою.

## Розповідь

### Втеча з Єрусалиму
Почавши в Єрусалимі за часів царя Седекії, батько Нефія Легій, має видіння і попереджається про неминуче вавилонське знищення Єрусалиму. Легій намагається поділитися цим попередженням з мешканцями Єрусалиму, але вони відкидають його і намагаються вбити. Легій і його сім'я (дружина Сарія, чотири сини Ламан, Лемуїл, Сем і Нефій і безіменні дочки) залишають Єрусалим і встановлюють табір в пустелі. Легій проповідує своїй родині, особливо Ламану та Лемуїлу, які не вірять баченням свого батька і скаржилися на багатство та комфорт, які вони залишили. Після молитви Нефій переконався в словах свого батька і надихнув свого старшого брата Сема також повірити. І поки Нефій молиться, Господь обіцяє, що він буде «правителем і вчителем» своїх братів, доки він буде вірним, і вони продовжують бунтувати.
Легій відправляє своїх синів назад до Єрусалиму, щоб отримати латунні пластини, запис, подібний до Старого Завіту, який зберігав Лаван, могутній лідер в Єрусалимі. Нефій і його брати повертаються і розчаровуються після двох невдалих спроб, коли Лаван намагається вкрасти майно Легія і вбити його синів. Після того, як з'являється ангел, Нефій повертається один, виявляючи Лавана п'яним і непритомним. Нефій вбиває Лавана власним мечем, а потім підманює скарбника Лавана, Зорама, щоб винести латунні пластини за місто його братам. Зорам виявляє хитрість Нефія і намагається втекти, але Нефій вмовляє його подорожувати з родиною, і всі вони повертаються разом із пластинами.
Легій уважно вивчає латунні пластини і відкриває генеалогію своєї родини. Латунні пластини вказують на те, що він є нащадком Йосипа, сина Якова . На пластинах також містяться п'ять книг Мойсея, твори Ісаї та Єремії та інших пророків.
Сини Легія знову повертаються до Єрусалиму, щоб повернути родину Ізмаїла, деякі з яких згодом стали подружжям дітей Легія.

### Видіння Легія та Нефія
Легій має видіння дерева життя. Розповідаючи це бачення своїм дітям, він пояснює його, навчаючи про Месію та про те, що вони повинні бути праведними. Нефій молиться до Господа про подібне видіння і допомогти зрозуміти видіння свого батька. У своєму видінні Нефій бачить видіння, яке описав його батько, а також дає пояснення щодо його символіки. Нефію показано багато минулих і майбутніх подій, включаючи життя Сина Божого. Він також бачить цивілізації своїх нащадків, подорожі Колумба, Війну за незалежність США, розсіювання його нащадків(американських індіанців), Книгу Мормона, його переклад Джозефом Смітом, відновлення Божої церкви продовження одкровення в сучасну епоху та виправлення помилок біблійного перекладу. Нефій бачить апокаліптичні події, але йому заборонено писати про них, тому що апостол Іван напише їх сам, які ввійдуть до Біблії. Нарешті, Нефій бачить майбутні покоління своїх нащадків, а також своїх братів Ламана і Лемуїла. У той час як його народ матиме Євангеліє, він в кінцевому підсумку буде знищений за зло; проте діти його братів будуть виховані без знання Євангелія, доживуть до сучасної епохи і навчатимуться євангелією та відновленою церквою.
Після видіння Нефія, Ламан і Лемуїл сперечаються про значення видіння Легія. Нефій дорікає їх за те, що вони не запитали у Господа тлумачення, і пояснює те, що вони сперечалися. Він благає їх молитися і покаятися.

### Подорож по пустелі
Після того, як сини Легія одружуються з дочками Ізмаїла, Легі виявляє біля дверей свого намету «кульку цікавої роботи» (компас). Використовуючи вказівки на кульці, вони подорожують на південний схід уздовж Червоного моря . Під час подорожі сталевий лук Нефія ламається під час полювання. Почувши цю новину, весь табір скаржиться і богохульствує на своє нещастя, включно з Легієм. Нефій робить новий дерев'яний лук і запитує Легія, де полювати. Упокорений, Легій кається і просить Господа. Нефій може знайти їжу для табору. Вони виявляють повідомлення про те, що це працює лише тоді, коли вони вірні. Коли вони праведні, це проведе їх через родючу землю. Якщо вони злі, вони не працюватимуть належним чином.
Ізмаїл помирає під час їхньої подорожі поблизу Нагома. У жалобі дочки Ізмаїла скаржаться на важкий шлях і бажання повернутися в Єрусалим. Ламан і Лемуїл змовилися вбити Легія і Нефія, але голос Господа карає їх, і вони каються. Вони продовжують подорожувати пустелею на схід ще вісім років, а їхні дружини народжують дітей.

### Будівництво корабля
Прибувши в місце біля моря, вони розбивають табір і називають місцевість Щедрою. Через багато днів голос Господа наказує Нефію піднятися на гору. Опинившись на горі, Господь доручає Нефію побудувати корабель і описує, як побудувати корабель і як зробити необхідні інструменти. Нефій повертається в табір і починає роботу. Ламан і Лемуїл насміхаються з нього за те, що він намагався виконати нездійсненну справу. Нефій читає їм лекції, що їх дуже розгніває. Нефій попереджає Ламана і Лемуїла не торкатися його, інакше вони помруть миттєво, оскільки він був сповнений духа Бога, а потім наказує їм допомогти побудувати корабель. Господь наказує Нефію доторкнутися до них, кажучи, що це не вб'є їх, але сильно шокує. Ламан і Лемуїл проголошують, що тепер знають, що Нефій виконує Божу волю, і каються.
Вони добудовують корабель, і Господь наказує Легію завантажити всіх і всі їхні запаси на корабель. Вони відходять до океану. Через багато днів Ламан, Лемуїл та сини Ізмаїла починають гуляти, танцювати та грішити. Нефій, боячись, щоб Господь розгнівався на них, звертається до них. Розгнівавшись, Ламан і Лемуїл зв'язують Нефія. Компас перестає працювати, і корабель охоплює страшний шторм. На благання своїх дружин і через страх потонути Ламан і Лемуїл відпускають Нефія. Нефій молиться, і буря припиняється. Через багато днів вони прибувають в землю обітовану, на американський континент.

### На землі обітованій
Після прибуття в Америку вони починають будувати ферми, висаджувати сільськогосподарські культури, розводити домашню худобу і видобувають руду. Господь наказує Нефію виготовити металеві пластини для хроніки подій свого народу, їх генеалогії та написати євангелію, яку дає йому Господь.
Останні частини 1 Нефія містять деякі вчення Ісуса Христа. Він цитує Ісаю (розділи з 48 по 54). Він каже, що всі стародавні пророки свідчили про Спасителя, і тільки через Нього вони можуть бути викуплені за свої гріхи.

## Пророцтва

### Внутрішні пророцтва
Нефій робить ряд пророцтв, які виконуються в Книзі Мормона. Нефій бачить землю Америки, і що його нащадки наповнюють землю незліченними містами. Він також бачить багато воєн, які відбуватимуться між його нащадками та нащадками Ламана та Лемуїла.

### Зовнішні пророцтва
Є декілька пророцтв, які можна здійснити лише за межами Книги Мормона. Ключовими серед них є пророцтва про народження, життя і смерть Спасителя. Нефій записує, що Ісус народиться дівою, «матір'ю Сина Божого, за звичаєм тіла» (1 Нефій 11:18); що Ісус буде охрещений; що буде дванадцять учнів; щоб він зціляв хворих і потерпілих; що його буде судити світ; і що він буде розіп'ятий.
Хоча в книзі Першого Нефія Ісус ніколи не вказано на ім'я, він ідентифікований як син Божий, великий пророк, месія і спаситель світу.
У Першій Книзі Нефія батько Нефія Легій пророкував, що Єрусалим буде зруйнований вавилонянами.
Нефій також пророкує про майбутнє американського континенту. Він бачить, як люди тікають з Європи, щоб оселитися в Америці; що Біблія (запис від євреїв) буде подорожувати серед людей; що люди, які поселяються в Америці, виженуть корінне населення з цієї землі; що поселенці здолають Європу; відкриття та переклад Книги Мормона; і що апостол Іван Одкровитель напише про останні дні.

## Тлумачення видіння Нефія
Можливо, найбільш потенційно суперечливою частиною Першої книги Нефія є непорозуміння, яке виникло в результаті описів, які намагаються визначити «велику та огидну церкву», яку Нефій бачить серед «народів і царств язичників» (І Нефій 13:3-8). Можливо, буде цікаво відзначити, як саме це бачення вплинуло на погляд мормонізму на решту християнства.
Велика і мерзенна церква
Нефій бачить переслідування апостолів та їхніх послідовників «домом Ізраїлю», потім бачить «велику церкву», яка, згідно з описом ангела, «…найогидніша серед усіх інших церков»., що вбиває святих Божих, так, і катує їх, і зв'язує їх, і кріпить їх залізним ярмом…". Майже одразу виявляється, що в описі йде мова про переслідування реформаторів і протестантських або протопротестантських груп людей, які зазнали переслідувань і страт до, під час і після Середньовіччя, і цієї точки зору, здається, дотримується Брюс Р. Макконкі в його перше видання «Доктрини мормонів». Хоча мормони не вірять, що такі групи мали повноту євангелії (часто означає владу священства Ааронового та Мелхиседекового священств), і не вважають себе протестантами, однак вони вірять, що такі групи мали багато праведних лідерів і членів, яких можна було б вважати святими, тому що вони пішли за світлом Христа і прагнули йти за Ним. До таких людей можна віднести Вікліфа і Тіндейла, які нещодавно були виховані на Генеральній конференції СПД. Більшість членів Церкви Ісуса Христа Святих Останніх Днів вірять, що ця велика і огидна церква включає будь-яку організовану групу людей, які борються проти Бога та Його божественних цілей за допомогою переслідувань, фальшивих учень і систем віри, а також утисків. Брюс Р. Макконкі, який пізніше був висвячений на апостола Церкви СПД, спочатку написав свою думку про те, що Католицька Церква була великою і огидною церквою, але дуже мало хто в Церкві СПД поділяє його думку сьогодні. Його значення католицької церкви було церквою в її первісному стані, коли вона страчувала, грабувала і приховувала свої злочини як уряд і церква.  Святе Письмо вказує на організації та нації в певні періоди, але не обов'язково протягом усієї історії. 
Думка про те, що велика і огидна церква включає всі злі інституції, може здатися декому цілком точною, оскільки існували також аморальні установи ще до смерті апостолів. Однак, коли Христос був розп'ятий, а його апостоли та святі були вбиті, належне керівництво Його церквою було втрачено. На землі більше не було влади, спрямованої від Христа, і тому людина почала керувати церквою на основі власних вірувань. Це в кінцевому підсумку призвело до відходу від істинної доктрини та до формування багатьох церков, які дотримуються різних точок зору. За часів апостолів існували й інші церкви, але з церкви, яку створив Христос, після зіпсування та містифікації доктрини в Біблії почала підніматися католицька церква. Проте, що саме таке «Велика й огидна Церква», залишається невизначеним. 
Вилучення істини з Біблії
Окрім переслідування святих, Нефій бачить, що люди, які складають велику і огидну церкву серед язичників, також будуть залучені до «відняти з Євангелія Агнця багатьох частин, які є явними та найдорожчими; а також багато завітів Господи забрали». Вони робили б це, забираючи літопис євреїв, які підуть «в чистоті» «рукою дванадцятьох апостолів Агнця» до язичників, і забираючи «прості та дорогоцінні речі» з «книги Боже Ягня.» Святі останніх днів вірять, що Біблія втратила частину свого початкового значення та доктрини, про яку говорили стародавні пророки та апостоли через те, що деякі вчителі та упорядники язичників невдовзі після смерті апостолів вилучили зрозумілі й дорогоцінні істини. Біблія залишалася важливим джерелом істини, як засвідчив Нефій. На це можна було дивитися, коли Нікейська рада проголосувала за те, які частини Біблії є «істинним вченням».
Майбутні події та книги Святого Письма
Нефій бачить у своєму баченні, що запис і свідчення його народу в Книзі Мормона винесені «до язичників даром і силою Агнця». Він бачить, як цю книгу віднесли до нащадків ламанійців, щоб навчити їх повноті Євангелію, і що інші книги також приносяться язичниками їм і всьому дому Ізраїлю, щоб переконати їх, «що записи дванадцяти апостолів про Агнця правдиві». Він бачить, що ці книги відіграють важливу роль у інформуванні про «прості та дорогоцінні речі», які були втрачені з Біблії, але також «встановлюють істину перших» (Біблія).
Нефій навчає про виконання завіту з Авраамом, коли розсіяний Ізраїль буде зібраний через віру в Ісуса Христа та Його божественну місію та спокуту. Він бачить, що будуть «війни й чутки про війни між усіма народами та племенами землі», але що "завітний народ Господній, …розсіяний по всьому лицю землі, "… «були озброєні праведністю і Божою силою у великій славі». Він передбачає остаточне знищення великої та огидної церкви та тріумф правління Христа на землі протягом Тисячоліття.

## Подальше читання
- Nyman, Monte; Tate, Charles D. (1988), The Book of Mormon: First Nephi, the Doctrinal Foundation, Book of Mormon Symposium Series (Volume 2), Provo, Utah: Religious Studies Center, Brigham Young University, ISBN 0-8849-4647-9, OCLC 18177802
- Seely, David Rolph; Welch, John; Seely, Jo Ann H. (2004), Glimpses of Lehi's Jerusalem, Provo, Utah: Foundation for Ancient Research and Mormon Studies, Brigham Young University, ISBN 0934893748, OCLC 53434620, архів оригіналу за 2 лютого 2014, процитовано 21 січня 2014
- Eames, Rulon E. (1992), Book of Mormon: First Book of Nephi, у Ludlow, Daniel H (ред.), Encyclopedia of Mormonism, New York: Macmillan Publishing, с. 144—146, ISBN 0-02-879602-0, OCLC 24502140.